# Cantone di Antrain
Il Cantone di Antrain è una divisione amministrativa dell'arrondissement di Fougères-Vitré e dell'arrondissement di Rennes.
A seguito della riforma approvata con decreto del 18 febbraio 2014, che ha avuto attuazione dopo le elezioni dipartimentali del 2015, è passato da 10 a 31 comuni.

## Composizione
I 10 comuni facenti parte prima della riforma del 2014 erano:
- Antrain
- Bazouges-la-Pérouse
- Chauvigné
- La Fontenelle
- Marcillé-Raoul
- Noyal-sous-Bazouges
- Rimou
- Saint-Ouen-la-Rouërie
- Saint-Rémy-du-Plain
- Tremblay

Dal 2015 i comuni appartenenti al cantone sono i seguenti 31:
- Andouillé-Neuville
- Antrain
- Aubigné
- Baillé
- Bazouges-la-Pérouse
- Le Châtellier
- Chauvigné
- Coglès
- Feins
- La Fontenelle
- Gahard
- Marcillé-Raoul
- Montours
- Montreuil-sur-Ille
- Mouazé
- Noyal-sous-Bazouges
- Rimou
- Romazy
- Saint-Aubin-d'Aubigné
- Saint-Brice-en-Coglès
- Saint-Étienne-en-Coglès
- Saint-Germain-en-Coglès
- Saint-Hilaire-des-Landes
- Saint-Marc-le-Blanc
- Saint-Ouen-la-Rouërie
- Saint-Rémy-du-Plain
- La Selle-en-Coglès
- Sens-de-Bretagne
- Le Tiercent
- Tremblay
- Vieux-Vy-sur-Couesnon